# Weng im Innkreis
Weng im Innkreis là một đô thị ở huyện Braunau am Inn bang Oberösterreich, nước Áo. Đô thị này có diện tích 21 km², dân số thời điểm ngày 31 tháng 12 năm 2005 là 1393 người.